# Eden Valley
Eden Valley é uma cidade localizada no estado americano de Minnesota, no Condado de Meeker e Condado de Stearns.

## Demografia
Segundo o censo americano de 2000, a sua população era de 866 habitantes.
Em 2006, foi estimada uma população de 941, um aumento de 75 (8.7%).

## Geografia
De acordo com o United States Census Bureau tem uma área de 3,3 km², dos quais 3,3 km² cobertos por terra e 0,0 km² cobertos por água. Eden Valley localiza-se a aproximadamente 340 m acima do nível do mar.

## Localidades na vizinhança
O diagrama seguinte representa as localidades num raio de 20 km ao redor de Eden Valley.